# Gemaskerd bal

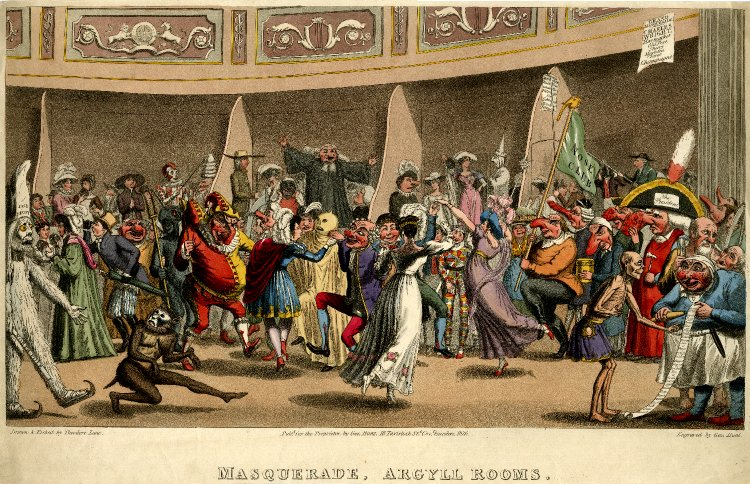
Ets van een gemaskerd bal uit 1826.

Een gemaskerd bal is een feest waarbij de deelnemers dansen en een masker dragen, meestal in een balzaal. Het is dus geen optocht of louter een gekostumeerd bal. Het dansen met een masker dateert reeds uit de prehistorie.

## Notoire bals
- Bal des Ardents in 1393
- De moord op koning Gustaaf III van Zweden in 1792 tijdens een gemaskerd bal.
- Bal du Rat Mort in Oostende, ooit opgericht o.a. James Ensor.

## Galerij

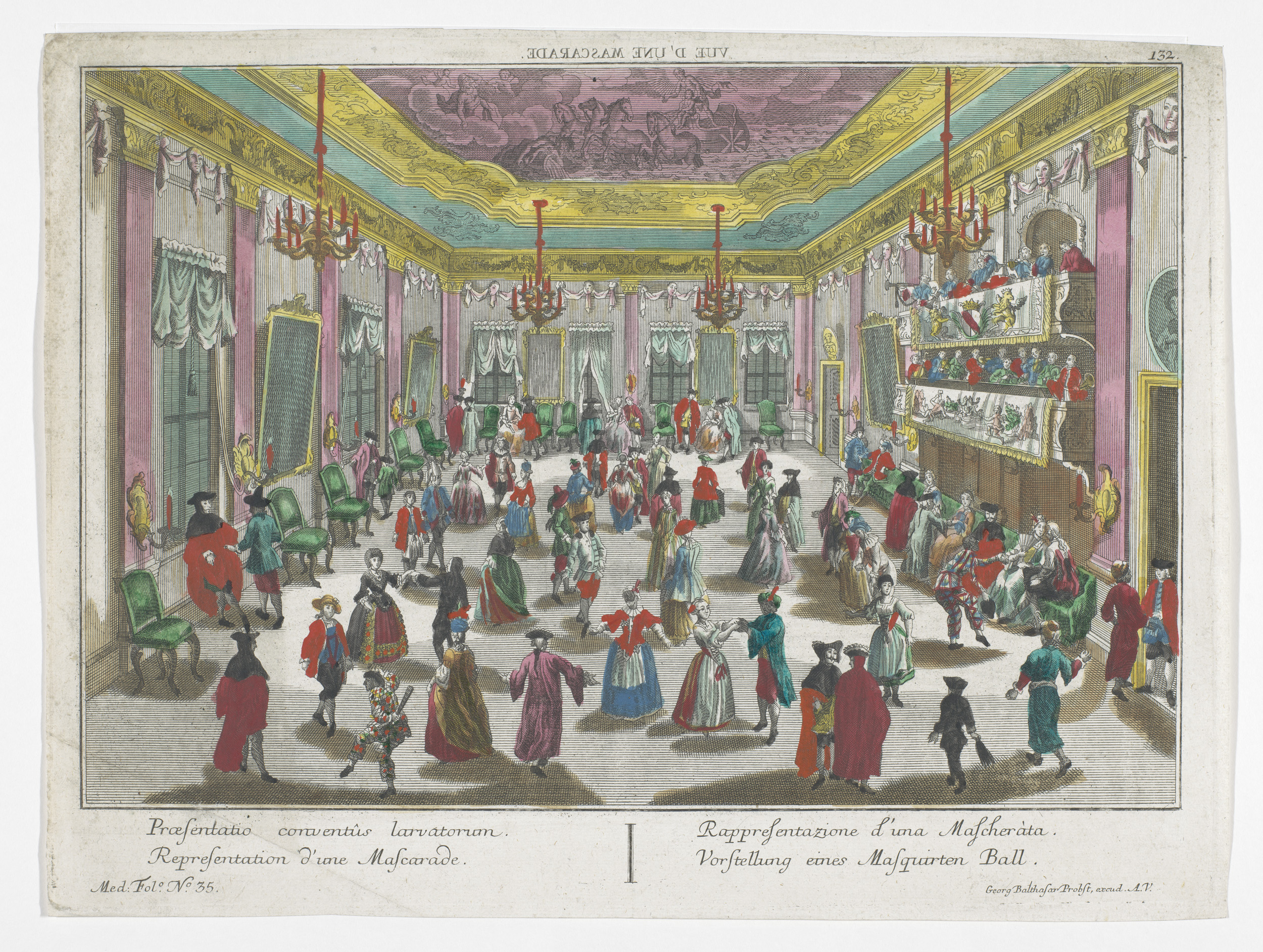
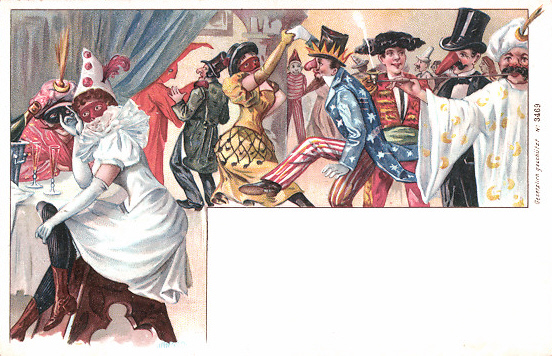
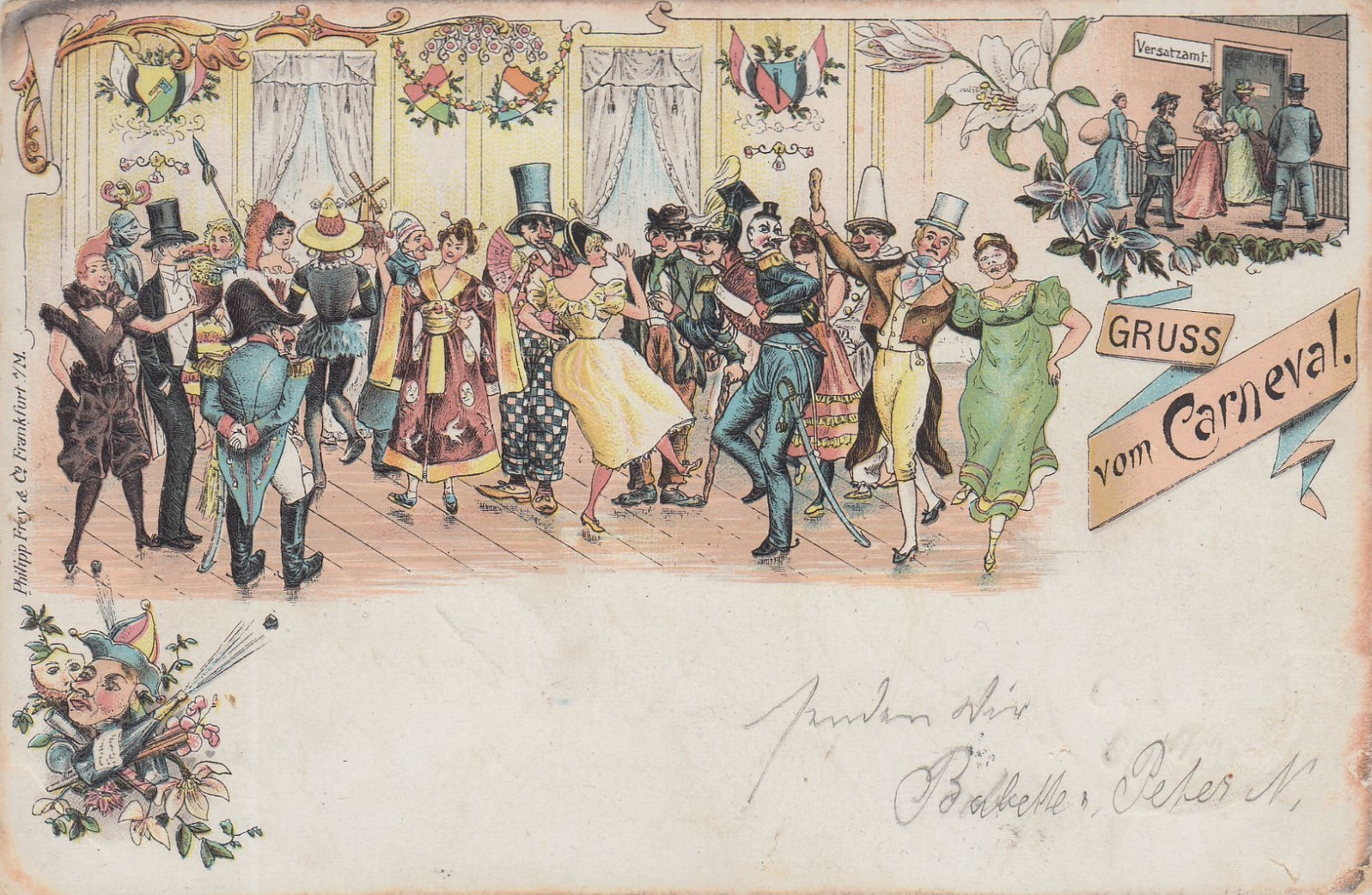
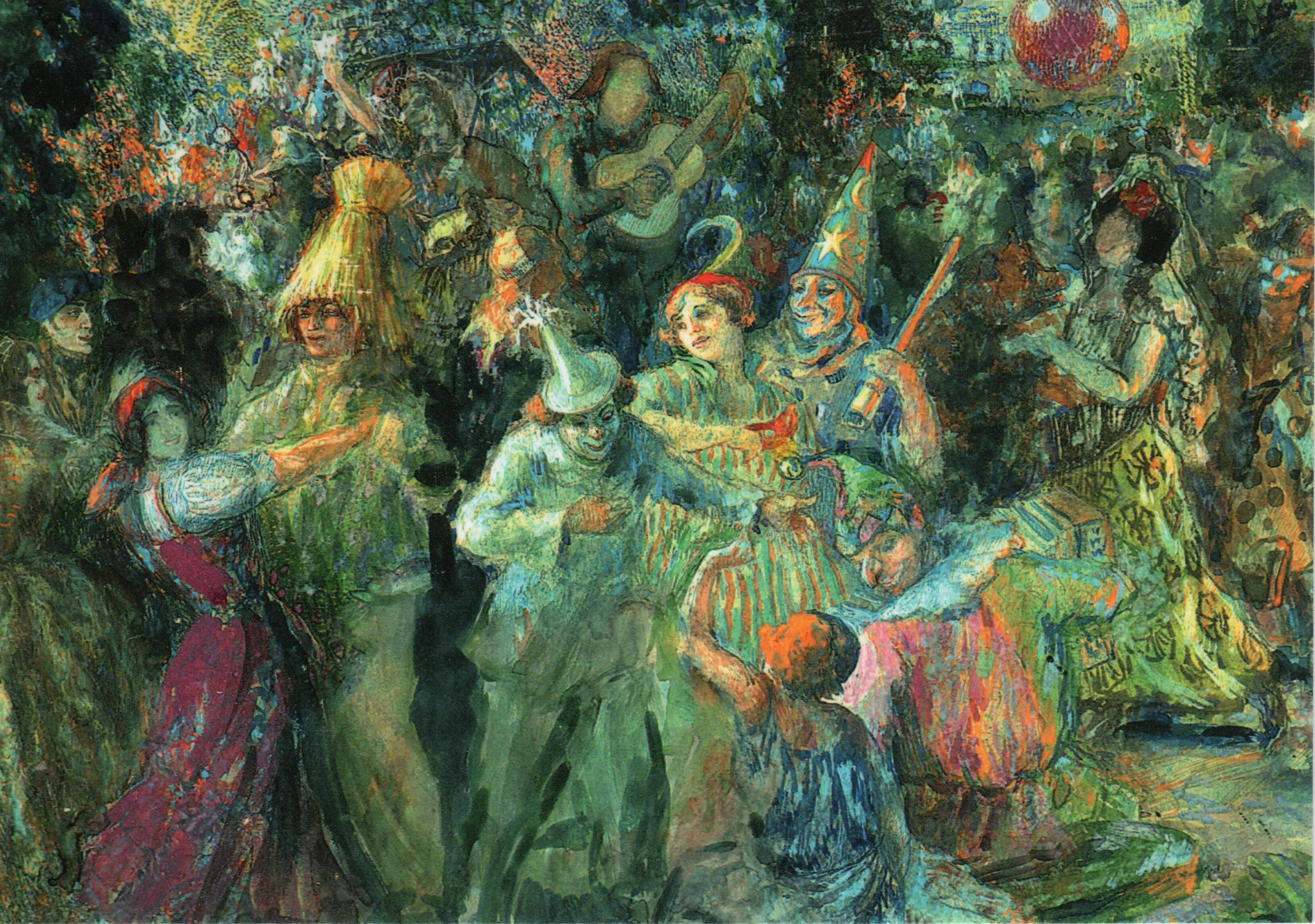
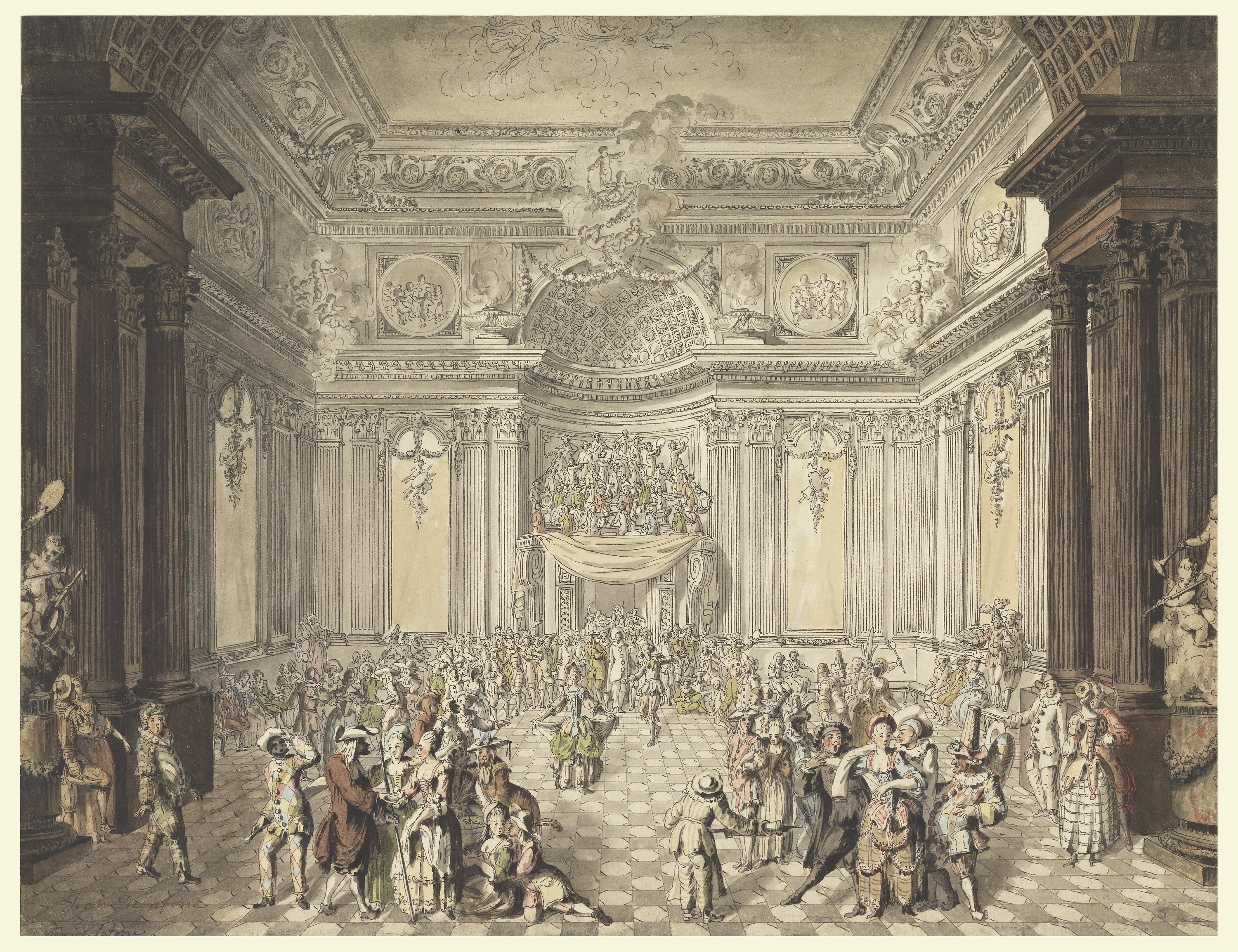